# Flens-Arena

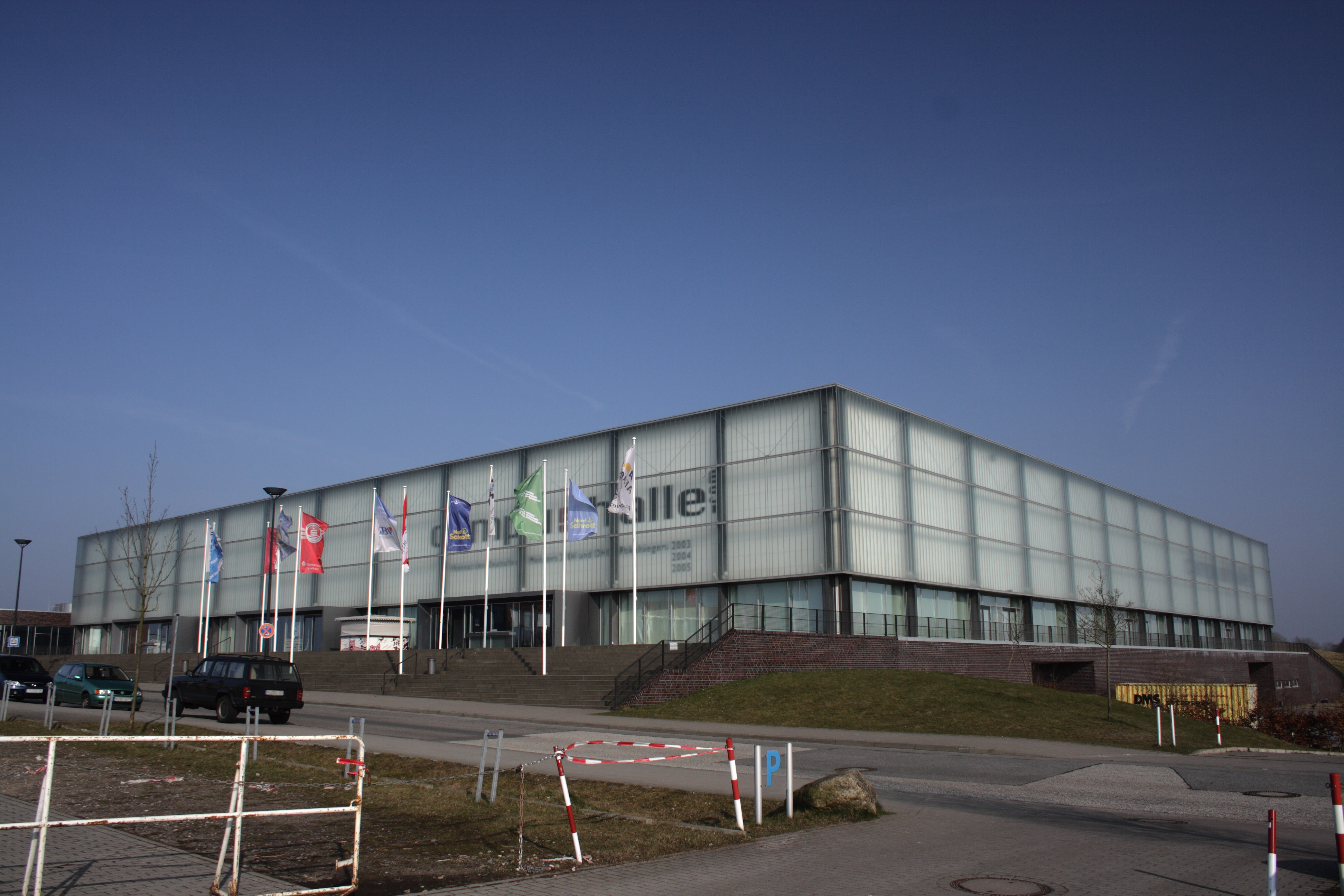
Flens-Arena

El Flens-Arena (hasta noviembre de 2012 Campushalle) es un polideportivo de la localidad de Flensburg, Alemania.
Cuenta con una capacidad para 6500 espectadores y es el pabellón utilizado por el equipo de balonmano SG Flensburg-Handewitt.